# تپه قلعه ۲
تپه قلعه ۲ مربوط به سده‌های میانه دوران‌های تاریخی پس از اسلام است و در شهرستان زنجان، بخش مرکزی، دهستان قلتوق، ۱/۵ کیلومتری جنوب شرقی روستای خاتون کندی واقع شده و این اثر در تاریخ ۱۸ اسفند ۱۳۸۷ با شمارهٔ ثبت ۲۵۳۲۶ به‌عنوان یکی از آثار ملی ایران به ثبت رسیده است.